# 大红沟镇
大红沟镇，原为大红沟乡，是中华人民共和国甘肃省武威市天祝藏族自治县下辖的一个乡镇级行政单位。2018年3月撤乡设镇。区划代码改为620623120 。

## 行政区划
大红沟镇下辖以下地区：
红沟寺村、马路村、大红沟村、东圈湾村、灰条沟村、东怀村、西顶村、下西顶村和大沟村。